# Musashino
Musashino (japanska: 武蔵野市?, Musashino-shi) är en stad i västra Tokyo prefektur i Japan. Staden fick stadsrättigheter 1947.